# 库尔贝皮讷
库尔贝皮讷（法語：Courbépine，法語發音：[kuʁbepin]）是法国厄尔省的一个市镇，位于该省西部偏北，属于贝尔奈区。

## 地理
库尔贝皮讷（49°7'37"N, 0°33'40"E）面积11.91 平方千米，位于法国诺曼底大区厄尔省，该省份为法国北部内陆省份，北起滨海塞纳省，西接奧恩省和卡爾瓦多斯省，南至厄尔-卢瓦省，东临瓦兹省、瓦兹河谷省和伊夫林省。
与库尔贝皮讷接壤的市镇（或旧市镇、城区）包括：貝爾奈、布瓦西朗贝维尔、福勒维尔、马卢伊、梅讷瓦勒、普拉讷、圣马丹迪蒂约勒。

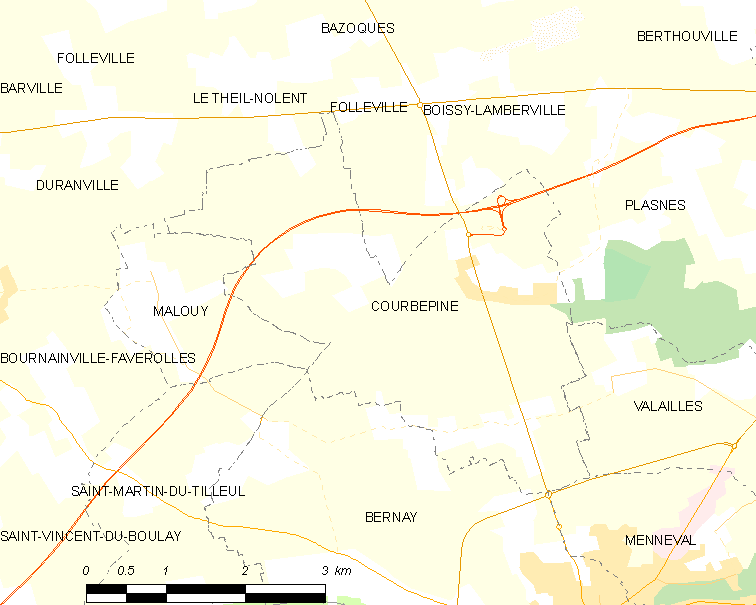
库尔贝皮讷的OSM定位图

库尔贝皮讷的时区为UTC+01:00、UTC+02:00（夏令时）。

## 行政
库尔贝皮讷的邮政编码为27300，INSEE市镇编码为27179。

## 政治
库尔贝皮讷所属的省级选区为贝尔奈县。

## 人口

1962-2008年间库尔贝皮讷人口变化图示

库尔贝皮讷于2022年1月1日时的人口数量为725人。